# Bertil Tallberg

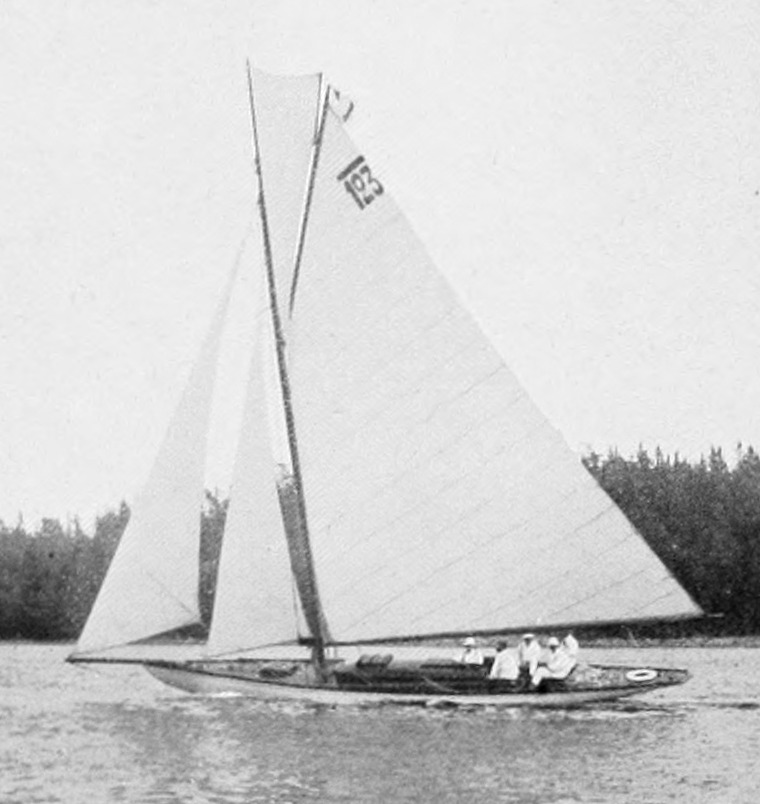
Lucky Girl

Bertil Tallberg (ur. 17 września 1883 w Helsinkach, zm. 20 kwietnia 1963 tamże) – fiński przedsiębiorca i żeglarz, olimpijczyk, zdobywca brązowego medalu w regatach na Letnich Igrzyskach Olimpijskich w 1912 roku w Sztokholmie.
Na Letnich Igrzyskach Olimpijskich 1912 zdobył brąz w żeglarskiej klasie 8 metrów. Załogę jachtu Lucky Girl tworzyli również Gunnar Tallberg, Emil Lindh, Arthur Ahnger i Georg Westling.
Szkołę średnią ukończył w 1903 roku, następnie studiował w Anglii i Francji, a po śmierci ojca wraz z bratem przejęli rodzinne przedsiębiorstwo. Po jego rezygnacji z funkcji dyrektora generalnego objął to stanowisko na początku 1929 roku i piastował je do roku 1949, prezesem zarządu pozostał zaś aż do śmierci. Zasiadał także we władzach branżowych organizacji.
Otrzymał Order Lwa Finlandii oraz Order Gwiazdy Polarnej.
Brat Gunnara, dziadek Henrika, Johana i Petera, pradziadek Mathiasa – wszyscy rywalizowali w żeglarstwie na igrzyskach olimpijskich.